# Monts Qandil
Les monts Qandil (Çiyayên Qendîl, چیایێن قەندیلێ, en kurde ; Jibāl Kandil, جبل قنديل, en arabe ; کوه قندیل en persan) sont un massif de montagnes situé le long de la frontière entre l'Irak et l'Iran. Ils constituent une partie des monts Zagros.

## Géographie
Très difficile d'accès, les monts Qandil font partie de la chaîne montagneuse des monts Zagros avec une altitude maximum de 3 587 mètres. Cette zone est située à la frontière irako-iranienne dans la province d'Erbil, capitale du Kurdistan irakien.

## Sanctuaire du PKK
Les monts Qandil sont depuis plusieurs décennies le sanctuaire du Parti des travailleurs du Kurdistan (PKK) et de sa filiale iranienne, le Parti pour une vie libre au Kurdistan (PJAK), des organisations politiques armées (classées organisations terroristes par plusieurs gouvernements).
Des dizaines d'autres camps d'entraînement seraient disséminés dans ces montagnes. Pour cette raison, les monts sont sporadiquement bombardés par l'armée de l'air turque et l'artillerie iranienne. L'armée de terre turque maintient aussi des bases dans les monts Qandil.
En octobre 1992, les deux grands partis kurdes irakiens, le Parti démocratique du Kurdistan (PDK), dirigé par le clan Barzani, et l’Union patriotique du Kurdistan, dirigé par le clan Talabani, pourtant rivaux, ont lancé, en coordination avec la Turquie, une campagne meurtrière contre le PKK dans cette zone.